# Donald McGillivray
Donald John McGillivray (Nueva Gales del Sur, 20 de agosto de 1935 – 17 de agosto de 2012) coloquialmente conocido como D.J. McGillivray; es un botánico y taxónomo australiano. Es especialista en forestales, y comenzó a interesarse en la taxonomía vegetal aún antes de ser transferido en 1964 al Herbario Nacional del Real Jardín Botánico de Sídney, en Nueva Gales del Sur.
De 1969 a 1970, fue botánico australiano oficial de enlace en el Real Jardín Botánico de Kew, Londres.
McGillivray también está especializado en el género Grevillea; y en 1993 publicaría Grevillea - Proteaceae: A Taxonomic Revision, un estudio definitivo del prolífico género australiano.

## Algunas publicaciones
- stuart Bell, donald McGillivray. 2008. Environmental law. 7ª ed. de Oxford Univ. Press, 832 pp. ISBN 0-19-921102-7

- h. Booth, donald McGillivray. 1964. Production of Plywood from Rose Gum. Technical notes 1 (1). Ed. Forestry Commission of New South Wales, Division of Wood Technology, 4 pp.